# Portantina
Per portantina s'intende una sedia portatile che può essere aperta, oppure chiusa tra pareti e fornita di sportello e di finestrini. Ne furono costruite sia per il trasporto di persone, sia per quello di oggetti di devozione.

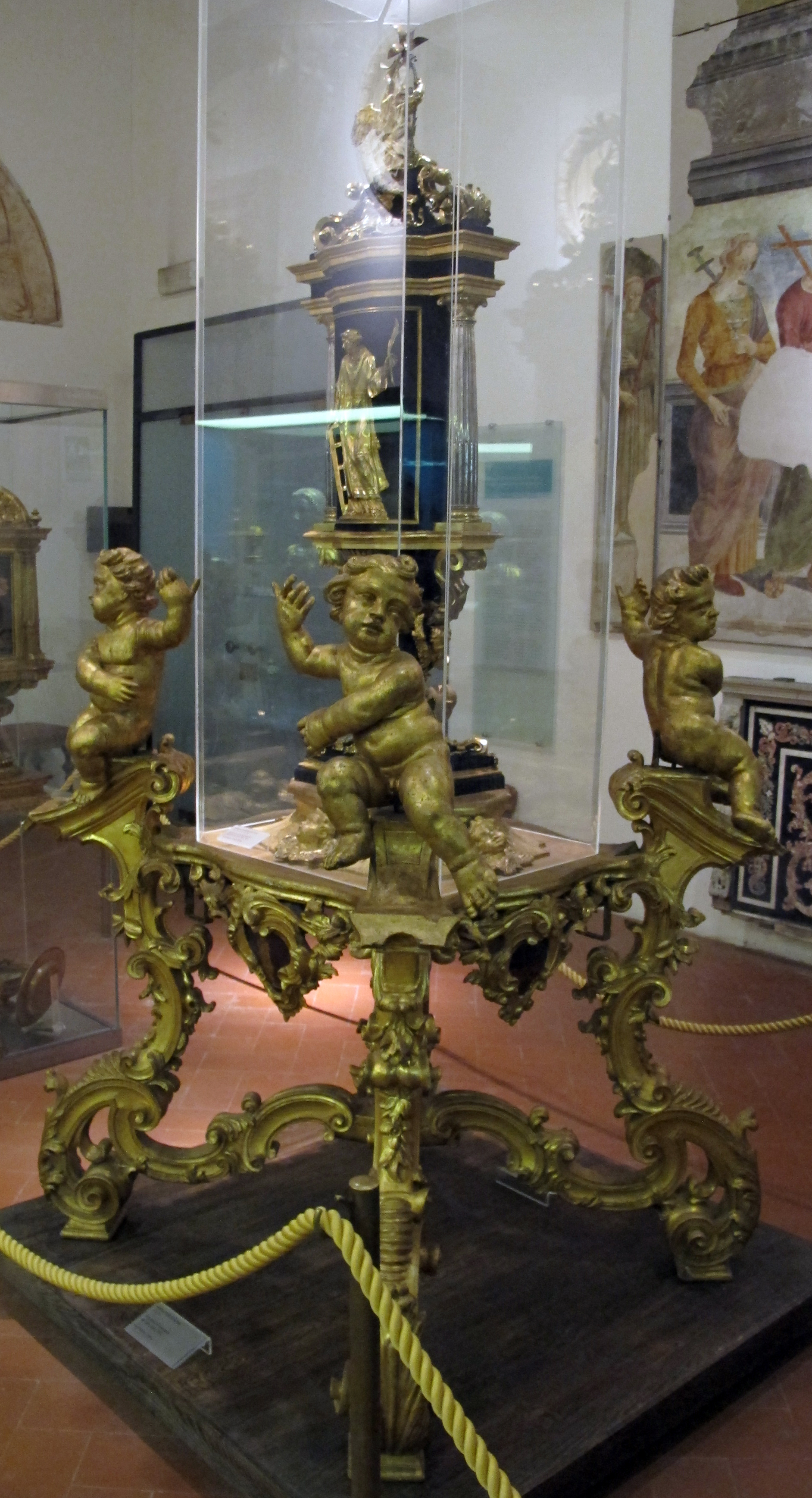
Manifattura toscana, portantina per reliquiario del Sacro Latte, 1742

## Descrizione e storia
Molto usata nel Seicento e nel Settecento, la sua forma deriva da esemplari dell'epoca greco-romana, noti come lectica e costituiti da una sorta di barella, con cuscini e con coperte, che i servitori o gli schiavi sollevavano a mezzo di cinghie. L'uso tuttavia è più antico: sul muro occidentale della Tomba di Amarna 1, che si trova non lontano dalla città egiziana di Amarna, sono rappresentati il faraone Akhenaton con la sua Prima Moglie Nefertiti, trasportati su una portantina.
Nella Roma antica la sella gestatoria era una portantina dalle forme semplici, trasportata da soli due schiavi. Il lapis specularis, cioè la lastra di vetro - un materiale allora di grande pregio - veniva utilizzato in particolari circostanze: chiudere una serra, o una sala da bagno o una portantina. Per trasportare oggetti si usavano le fercula. Nell'altorilievo dell'Arco di Tito si vedono, tra i trofei saccheggiati al tempio di Gerusalemme, il trasporto di un candelabro a sette braccia.
Si costruirono anche portantine più austere, che servivano per il trasporto dei comandanti sul campo di battaglia.

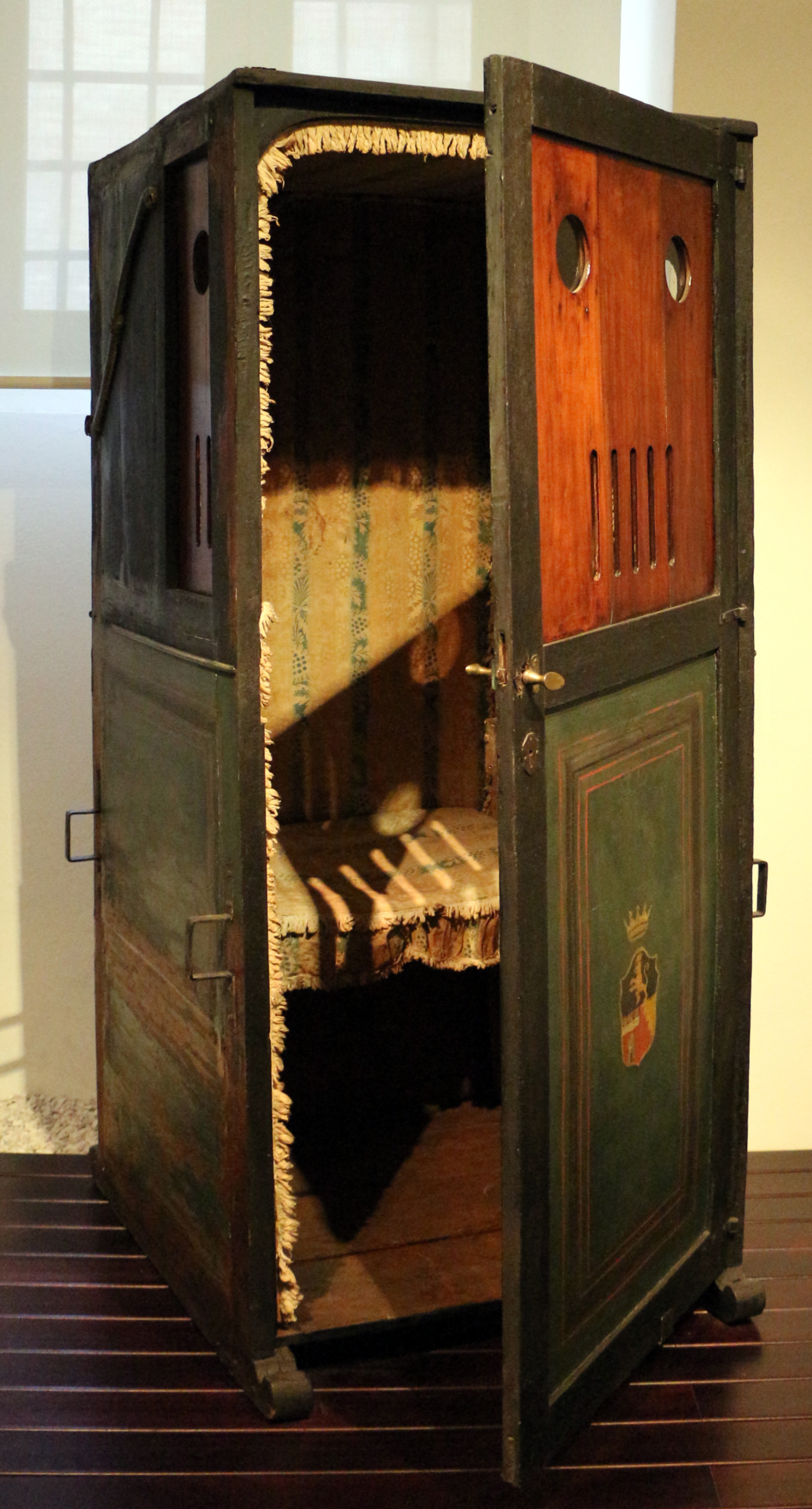
Portantina in legno, stemma dei castellani di Treia, fine XVIII secolo, Museo della Carrozza - Palazzo Buonaccorsi (Macerata)

In Francia, nel Seicento, la portantina divenne un'espressione d'arte, poiché si coprì di stucchi dorati e di dipinti. Al suo interno era foderata con sete o con damaschi orlati di pizzi e passamanerie ed era dotata di cuscini di piume. A Venezia se ne produssero esemplari fastosi, decorati con lacche rappresentanti paesaggi ameni o mazzi di fiori. Sullo sportello appariva lo stemma del proprietario. Per la regina Maria Antonietta il pittore Antoine Watteau aveva progettato una portantina a forma di conchiglia, con decori floreali. Nelle nozze di Napoleone Bonaparte e Maria Luisa d'Asburgo-Lorena fu utilizzata una fastosa portantina, foderata con velluti azzurri e decorata con aquile d'oro.
In Oriente le portantine erano discrete: avevano finestre ideate in modo che non si potesse vedere l'interno; erano costruite con assi di legno, oppure con canne di bambù.

### Nei musei
A Versailles si mostra un tipo di portantina, detto trianon, che ha la sedia poggiata sopra un supporto triangolare. Nel Museo d'arte orientale, a Venezia, c'è una portantina per dama; altre portantine, veneziane, sono al Museo Correr. Al Museo di Capodimonte c'è la portantina appartenuta al re Carlo III di Spagna

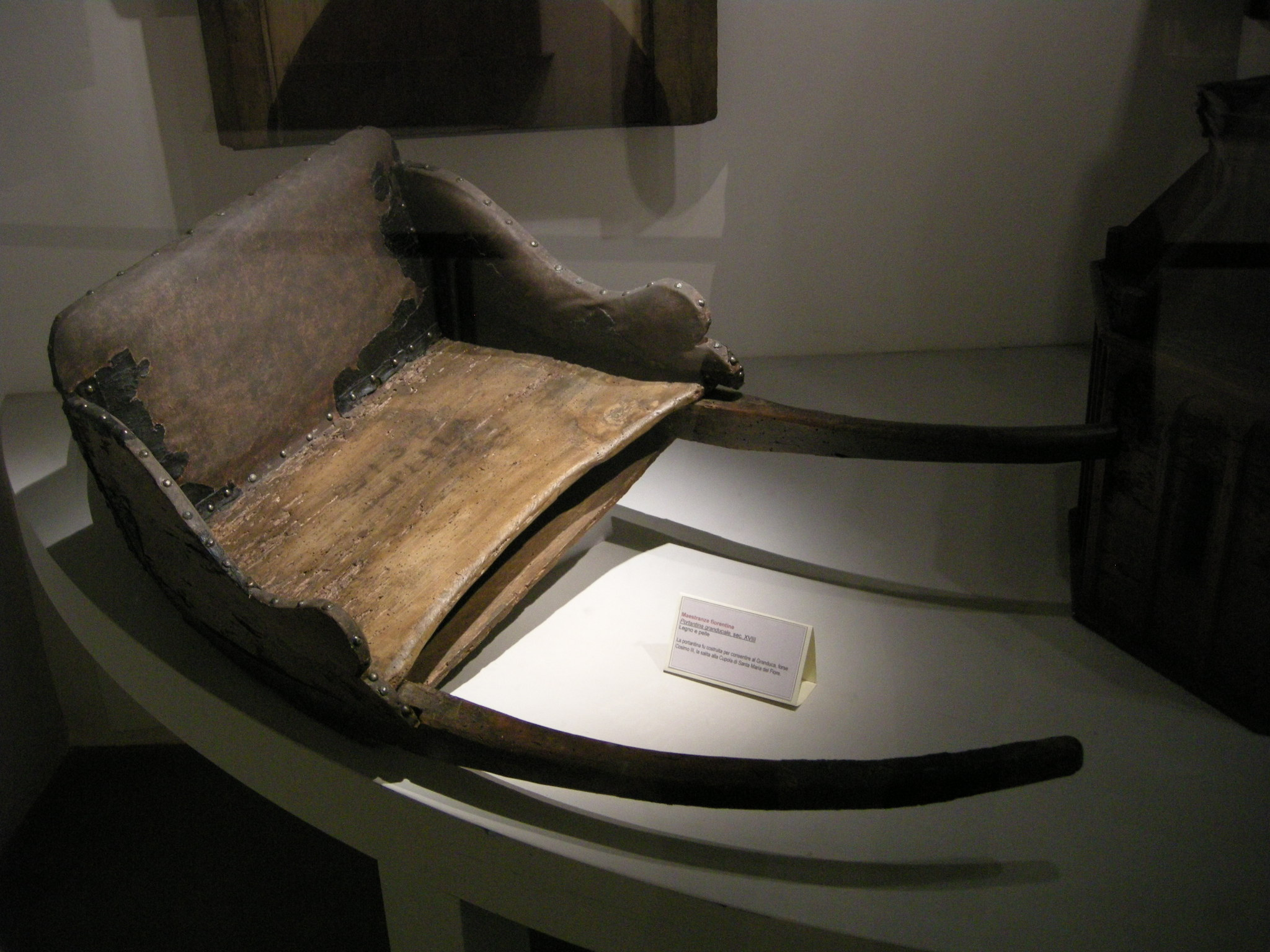
Portantina granducale, XVIII secolo

Una portantina vescovile di fine Settecento è conservata nei Musei civici Luigi Sturzo, a Caltagirone. Una portantina giapponese del primo periodo Edo (1628-1682) è nelle Raccolte extraeuropee del Castello Sforzesco, a Milano.
Al Museo diocesano di Mazara del Vallo è in mostra la portantina neogotica, con lo stemma del vescovo Carmelo Valenti (1858-1882). Nel Museo Mandralisca di Cefalù - dove è conservato il Ritratto d'ignoto marinaio di Antonello da Messina - c'è una portantina con applicazioni all'esterno di elementi decorativi di legno intagliato e dorato e con rivestimento interno in seta monocroma. La portantina giapponese che è al Castello Reale di Racconigi fungeva da nascondiglio per Umberto II e per le sue sorelle, in età infantile.

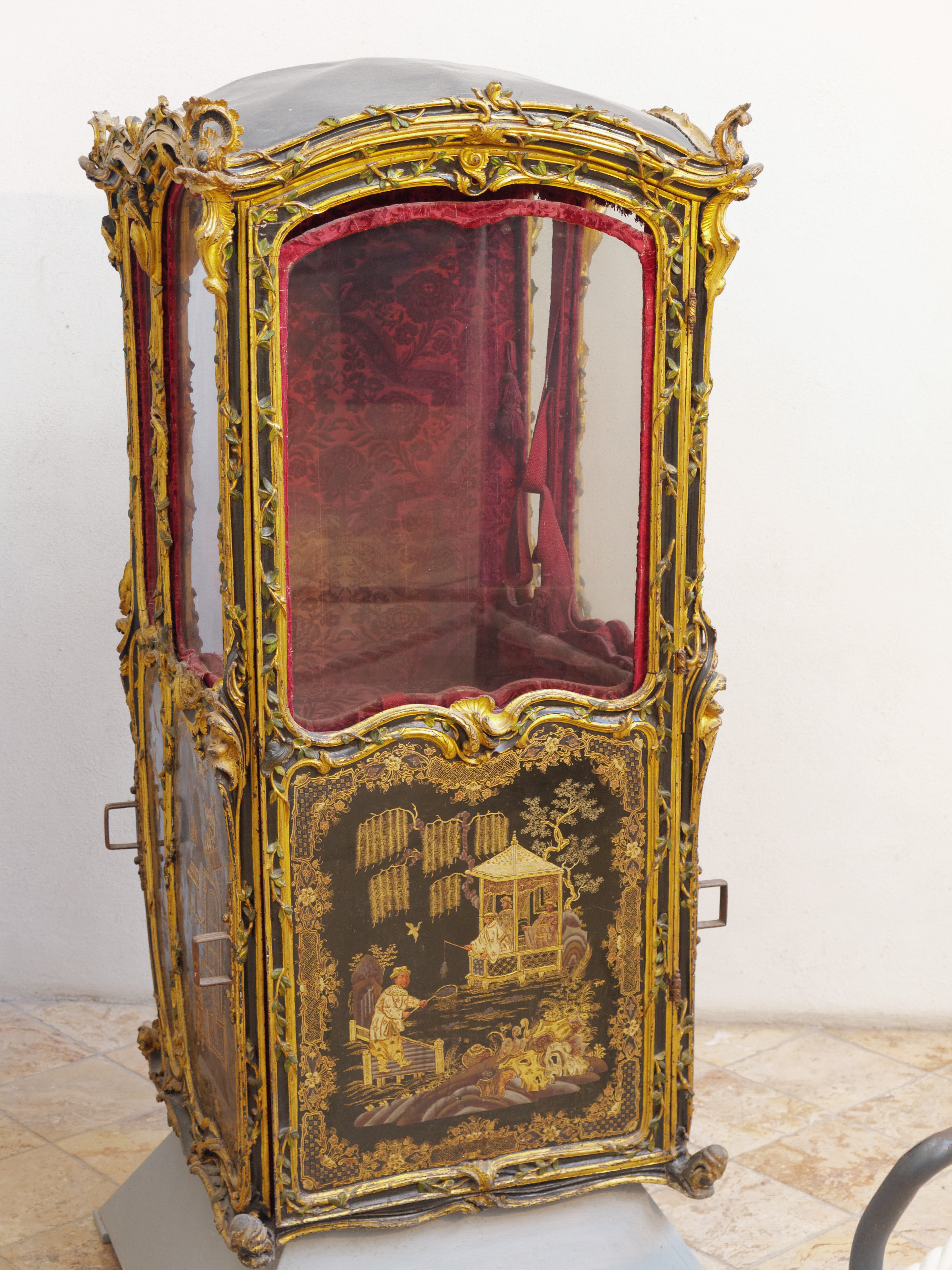
Portantina al Museo diocesano di Amalfi

La portantina del XVIII secolo, in legno scolpito e dorato e con pannelli in lacca nera a chinoiserie, che si trova al Museo diocesano di Amalfi, fu realizzata a Macao, per la Compagnia delle Indie.
Nel Castello di Brissac, a Brissac-Quincé, ai piedi delle scale che portano al piano nobile c'è una portantina regalata all'undicesimo duca di Brissac. Sui pannelli laterali si leggono queste parole augurali: "Gioia, Felicità e Amore".

### Nella tradizione religiosa
In alcuni comuni della Sicilia, soprattutto nella zona etnea, si utilizza un antico cataletto, cioè la portantina processionale, a forma di bara che accoglie la statua del Cristo morto, per l'esposizione e per la processione del Venerdì Santo.
Papa Silverio, santo, è venerato sull'isola di Ponza, di cui è patrono. Il 20 giugno la statua del santo viene portata in processione su una portantina a forma di barca da pesca, piena di garofani rossi.

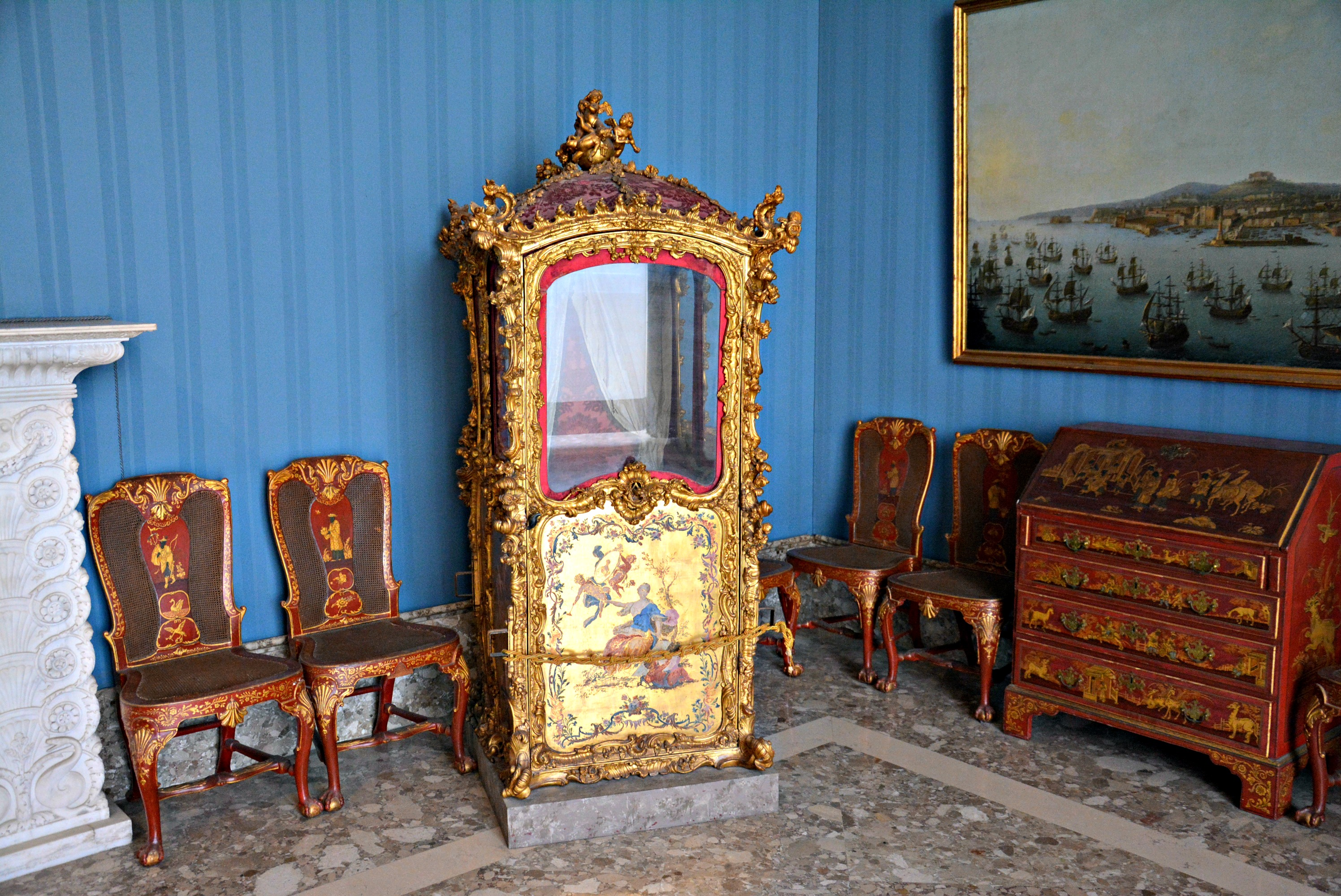
Portantina (Museo di Capodimonte)

Una portantina o sedia portatile, era utilizzata anche per trasportare il Viatico. Ne furono realizzate in legno, dorato a foglia d'oro zecchino. A Manarola, borgo della Riviera ligure di Levante, il 10 agosto, festa di san Lorenzo patrono del paese, di sera si porta in processione, con una portantina, la statua del santo sopra una barca.
Tra i riti della Settimana Santa di Teramo c'è la processione della Desolata. La statua lignea della Maria Addolorata, detta appunto la Desolata, è messa su una portantina lignea, ricoperta con un panno nero e portata a spalla da donne vestite a lutto.

### Nell'arte
Introduzione del culto di Cibele a Roma è un dipinto tempera di Andrea Mantegna, datato al 1505-1506 e conservato nella National Gallery di Londra. Si racconta che Scipione l'Africano, il vincitore di Annibale Barca, dopo la consultazione dei libri sibillini decise di portare il simulacro della dea Cibele, dal monte Ida a Roma. Nel dipinto di Mantegna il simulacro della dea è portato in processione, sopra una portantina.
Nella Stanza di Eliodoro, in Vaticano, nell'affresco con la Cacciata di Eliodoro dal tempio appare il papa Giulio II che assiste alla scena, seduto serenamente sulla sua portantina o sedia gestatoria, come se assistesse ad uno spettacolo.
Il pittore palermitano Giuseppe Velasco (1750–1827) ha decorato con pitture la portantina settecentesca, custodita nella sacrestia del duomo della Natività di Maria di Castelbuono.

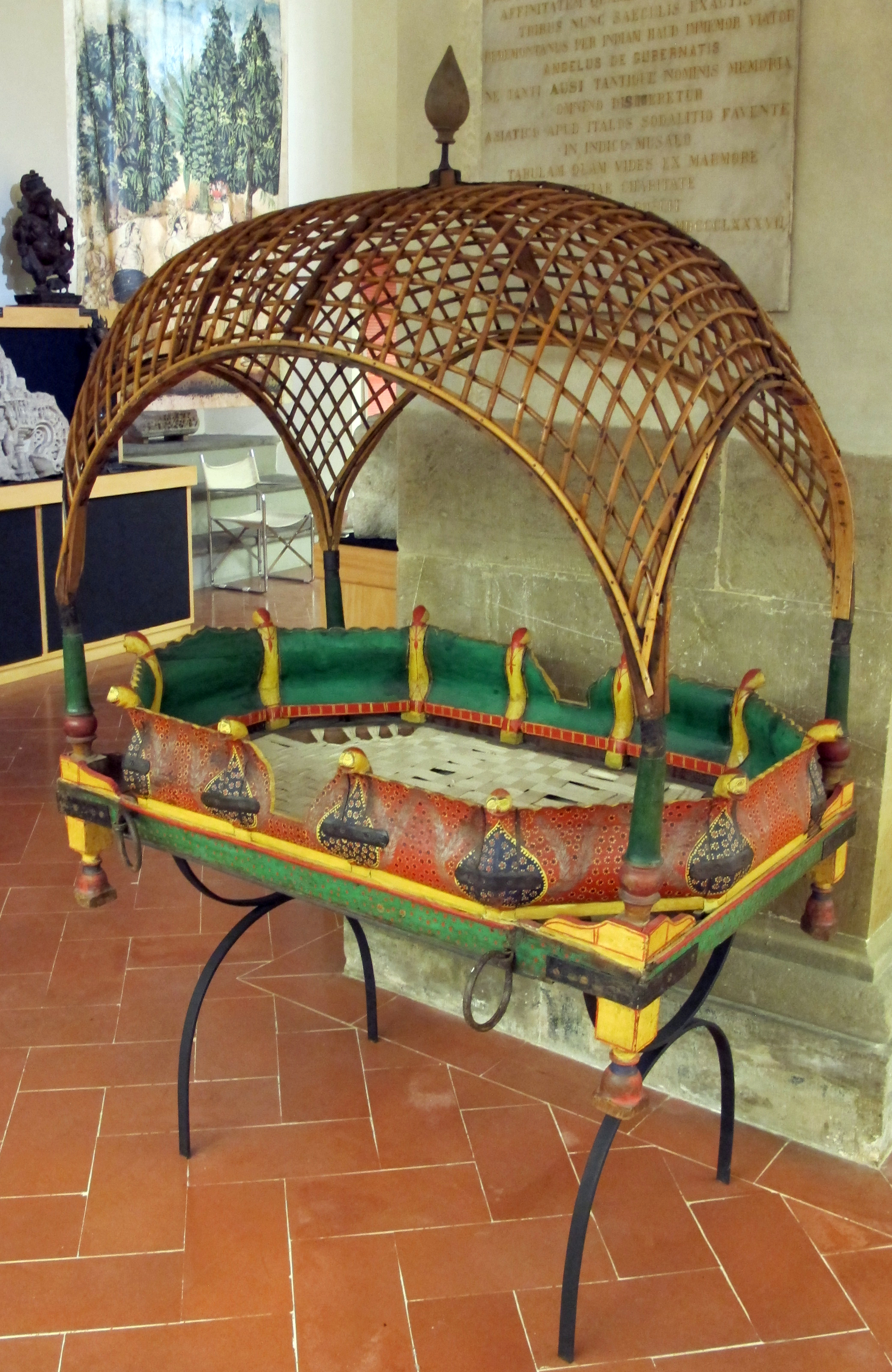
India meridionale, portantina (Museo di storia naturale (Firenze)

### Nella storia
Deoteria, moglie del re merovingio Teodeberto I, per timore che suo marito s'invaghisse della figliastra Deodata, nei pressi di Viridunum la fece mettere su una portantina, che, trainata da buoi selvatici, attraversando un ponte precipitò nel fiume, provocando l'annegamento della ragazza.

### In letteratura
Nel 1913 il commediografo Luigi Chiarelli scrisse per Ferruccio Benini una commedia dal titolo La Portantina. Il delitto della portantina è un romanzo giallo dello scrittore e presbitero inglese Victor Whitechurch. Giuseppe Di Mauro Nicotra ha pubblicato nel 1960 il romanzo La portantina dei gaudenti.

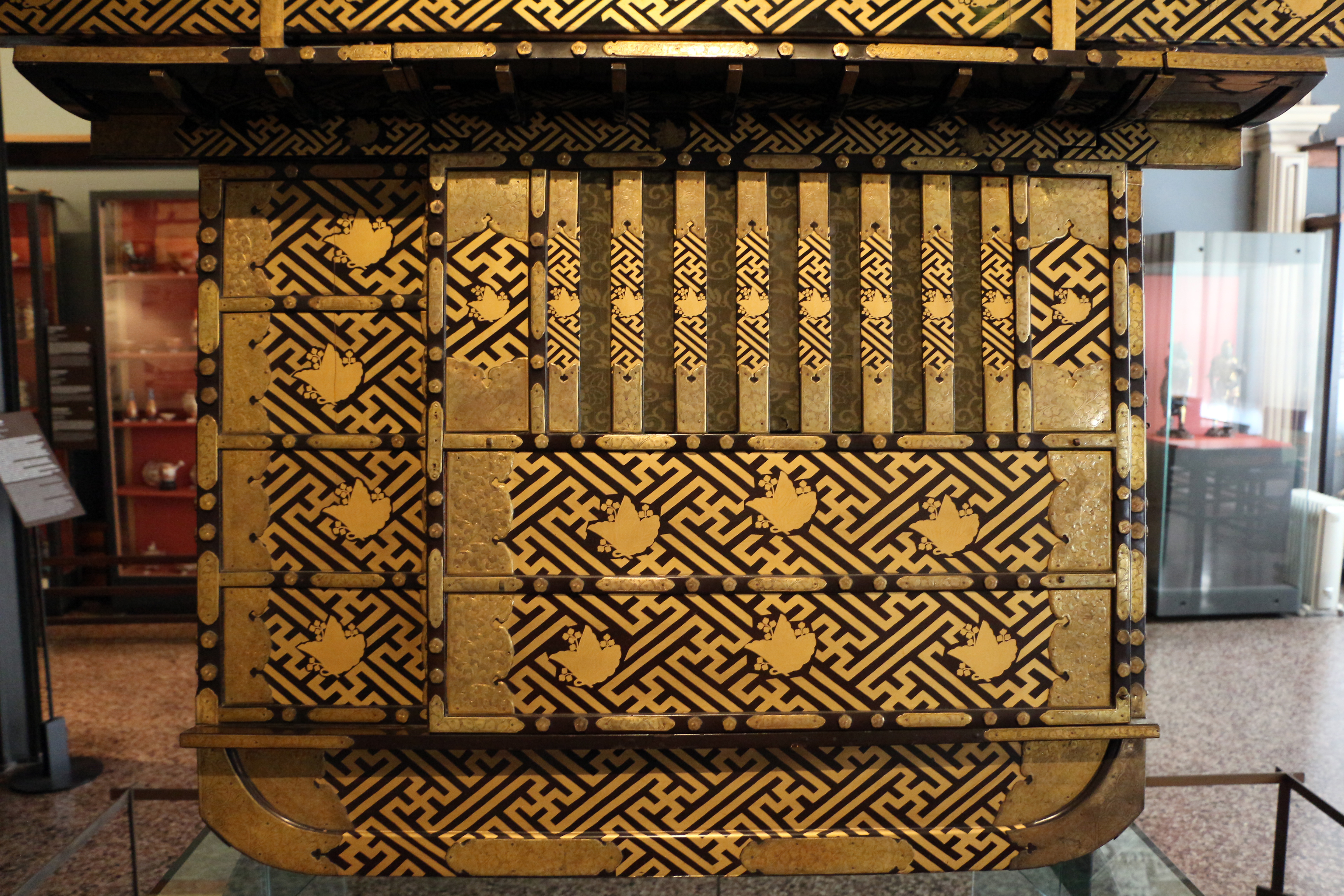
Giappone, onna norimono (portantina per dama), 1790 circa

### Nel folklore
A Montecavolo, in provincia di Reggio nell'Emilia, si corre il Palio dal Putéli, una corsa in cui si sfidano i quattro cantoni storici - Cerro, Tripoli, Cantone e Scampate - nello sforzo di portare per primi al traguardo la putéla, cioè una ragazza nubile, seduta sopra una portantina sorretta da quattro uomini.
La portantina con l'odalisca, nel Corteo dei Magi del Presepio Napoletano, è il frutto di una curiosa "variazione sul tema" del corteo dei personaggi orientali, in viaggio verso Betlemme.

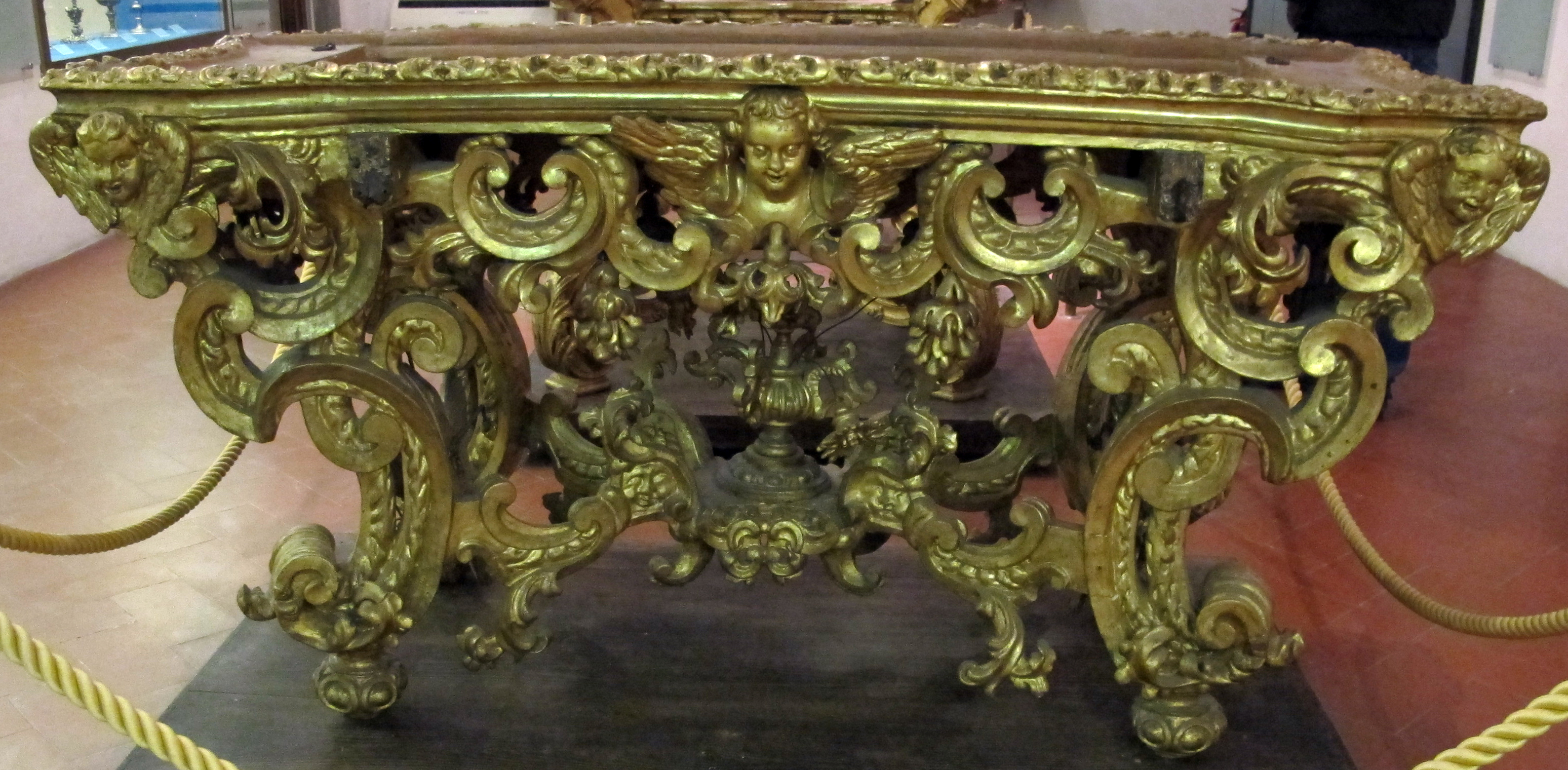
Manifattura toscana, portantina processionale per spoglie di San Cesareo, 1731

### Nei fumetti e nei videogiochi
In Asterix e Cleopatra, sesta storia a fumetti della serie Asterix, la regina d'Egitto viaggia su una sontuosa portantina, con accompagnamento di musici e di danzatori; nel fumetto Il figlio di Asterix, Cleopatra ha una portantina a forma di Sfinge. Nel videogioco Assassin's Creed: Bloodlines Maria, fingendosi un'odalisca, entra di nascosto con una portantina nel suo palazzo.